# Amphipholis laevidisca
Amphipholis laevidisca is een slangster uit de familie Amphiuridae.
De wetenschappelijke naam van de soort werd in 1909 gepubliceerd door Hubert Lyman Clark.